# Bouzon-Gellenave
Bouzon-Gellenave (gaskognisch: Boson e Gelanava) ist eine französische Gemeinde mit 163 Einwohnern (Stand 1. Januar 2022) im Département Gers in der Region Okzitanien; sie gehört zum Arrondissement Mirande.

## Geografie
Bouzon-Gellenave liegt rund 48 Kilometer (Luftlinie) westlich der Stadt Auch im Westen des Départements Gers. Sie gehört zum Weinbaugebiet Côtes de Saint-Mont und zum Weinbrandgebiet Armagnac. Zahlreiche Gewässer entspringen, liegen oder durchqueren das Gemeindegebiet. Am bedeutendsten sind die Flüsse Midou und Petit Midour. Auf dem Gemeindegebiet liegen zudem mehrere Teiche. Die Gemeinde liegt abseits von wichtigen überregionalen Verkehrsverbindungen. Die nächstgelegene Bushaltestelle ist Cahuzac-sur-Adour an der Linie 940 Tarbes – Mont-de-Marsan.
Umgeben wird Bouzon-Gellenave von den Nachbargemeinden Bétous im Nordosten, Sabazan im Osten, Aignan im Südosten, Pouydraguin im Süden, Termes-d’Armagnac im Südwesten, Fustérouau im Westen sowie Sorbets im Nordwesten. 

## Geschichte
Die Gemeinde lag in der Gascogne und gehörte dort zur Region Bas-Armagnac. Von 1793 bis 1801 gehörte Bouzon-Gellenave zum Distrikt Nogaro. Von 1793 bis 1801 gehörte der heutige Ortsteil Mimors zum Kanton Plaisance. Von 1801 bis 2015 lagen alle Gemeindeteile innerhalb des Wahlkreises (Kanton) Aignan. Zur ursprünglichen Gemeinde Bouzon kamen 1795/1800 Loucournau (1793: 8 Einwohner), 1822 Saint-Gô (1821: 143 Einwohner) und 1829 Gellenave (1821: 94 Einwohner) und Mimors (1821: 84 Einwohner) hinzu. Seit 1829 trägt die Gemeinde den Doppelnamen Bouzon-Gellenave.

## Bevölkerungsentwicklung
| Jahr                       | 1962 | 1968 | 1975 | 1982 | 1990 | 1999 | 2006 | 2020 |
| Einwohner                  | 213  | 190  | 175  | 181  | 176  | 167  | 186  | 165  |
| Quellen: Cassini und INSEE |      |      |      |      |      |      |      |      |

## Sehenswürdigkeiten
- romanische Kirche Saint-Martin im rtsteil Bouzon aus dem 12. Jahrhundert
- romanische Kirche Saint-Pierre im Ortsteil Gellenave
- Kirche Saint-Fris im Ortsteil Saint-Gô
- alte Kapelle von Bouzonnet
- Tumulus von Saint-Gô

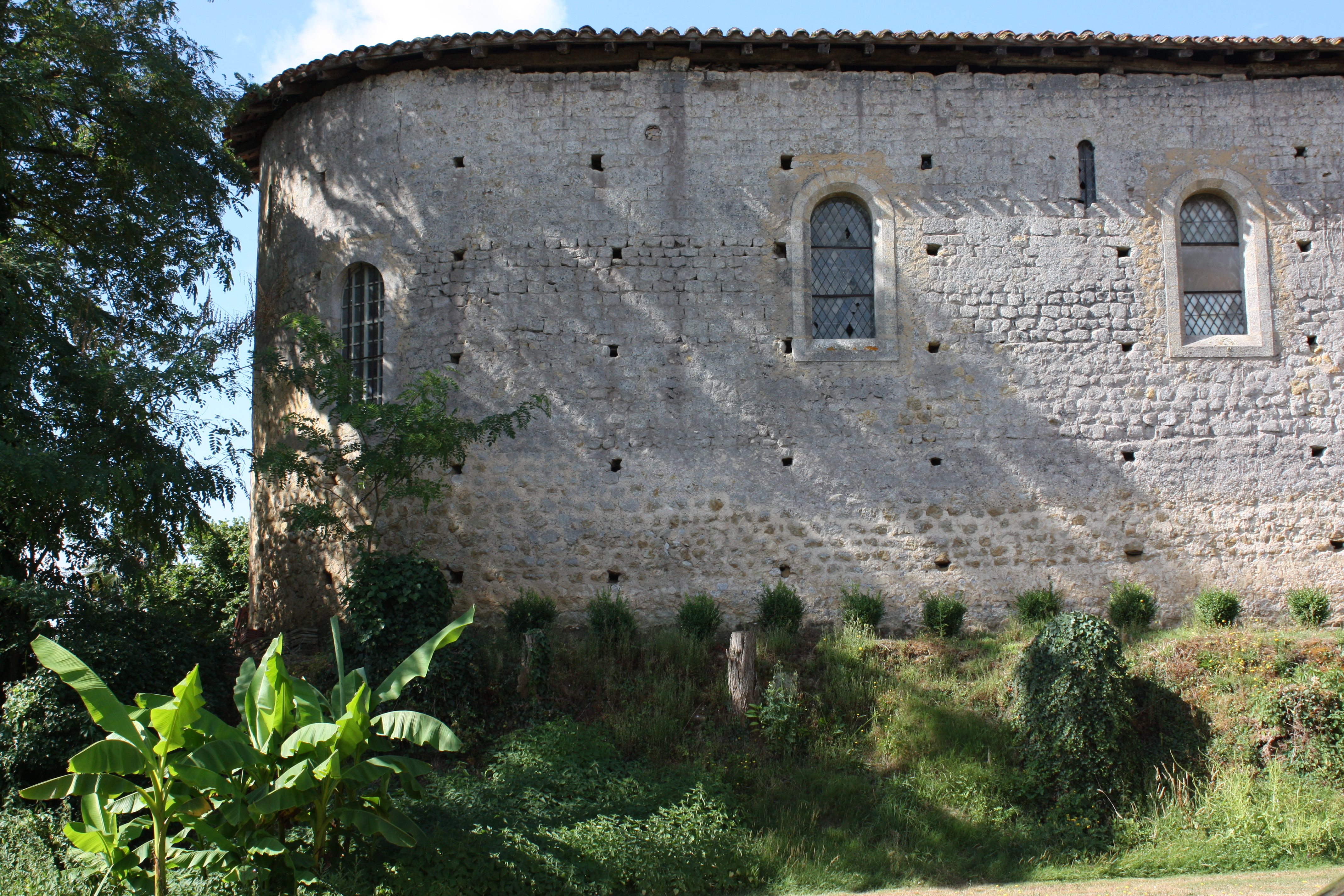
Kirche Saint-Martin
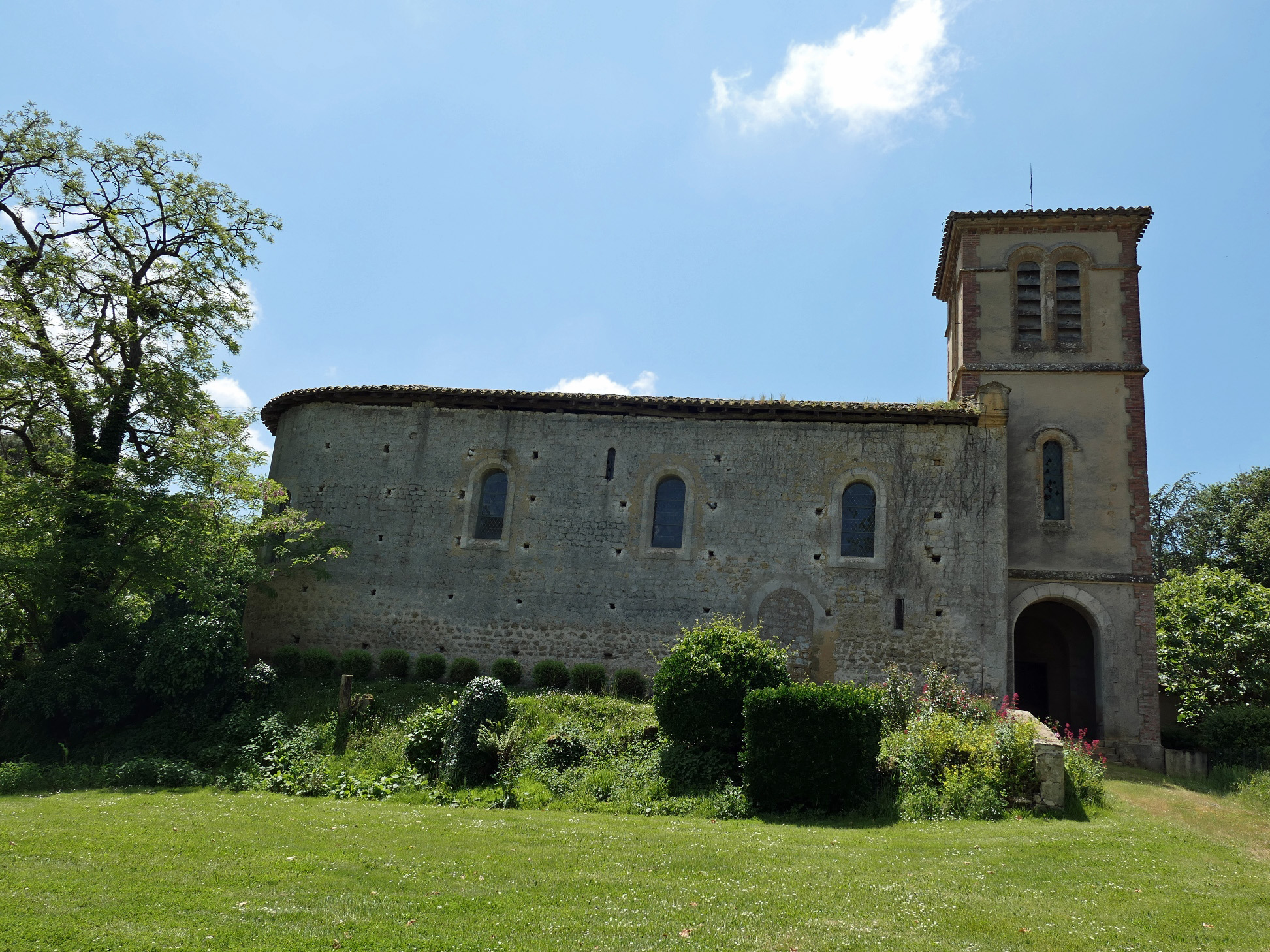
Kirche Saint-Fris
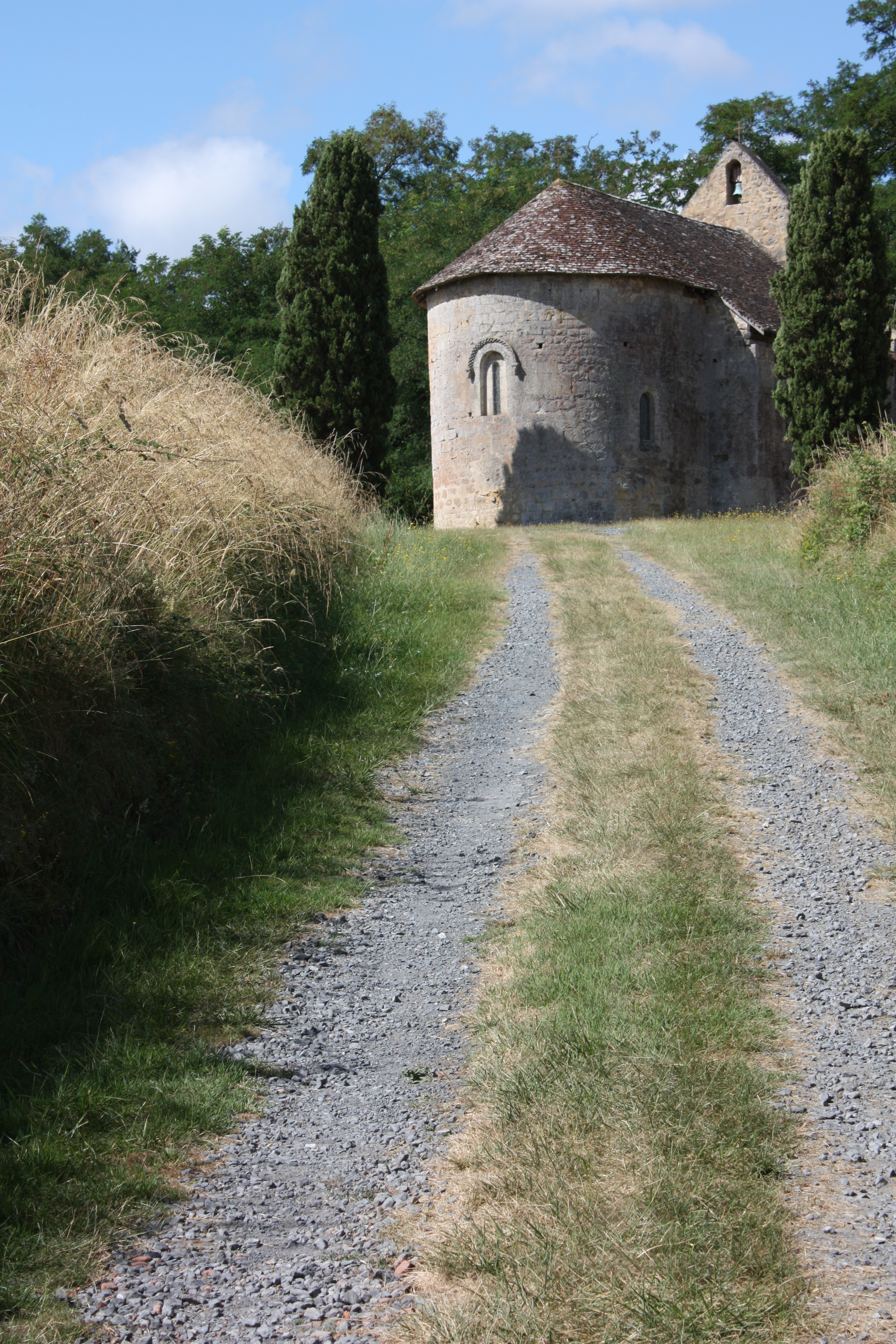
Kapelle Bouzonnet